# Belgian International 2007
Die Belgian International 2007 im Badminton fanden vom 6. bis zum 9. September 2007 in Mechelen statt. Der Referee war John op het Veld aus den Niederlanden. Das Preisgeld betrug 15.000 US-Dollar, wodurch das Turnier in das BWF-Level 4A eingeordnet wurde.

## Austragungsort
- Sportcentrum De Nekker Mechelen, Nekkerspoelborcht 19

## Finalergebnisse
| Disziplin    | Sieger                          | Finalist                            | Ergebnis                   |
| ------------ | ------------------------------- | ----------------------------------- | -------------------------- |
| Herreneinzel | Marc Zwiebler                   | Wu Yunyong                          | 21:16 14:21 21:19          |
| Dameneinzel  | Larisa Griga                    | Elizabeth Cann                      | 21:15 16:21 21:18          |
| Herrendoppel | Kristof Hopp Ingo Kindervater   | Michael Fuchs Roman Spitko          | 25:27 21:15 16:7 (Aufgabe) |
| Damendoppel  | Natalie Munt Joanne Nicholas    | Sarah Bok Jenny Wallwork            | 21:17 21:14                |
| Mixed        | Chris Langridge Joanne Nicholas | Ingo Kindervater Kathrin Piotrowski | 21:17 15:21 25:23          |